# حزب الخضر (تركيا)
حزب الخضر (بالتركية: Yeşiller Partisi، اختصارًا: Yeşiller) هو حزب ليبرالي أخضر في تركيا تأسس في عام 2020. اعتبارًا من يوليو 2022 لم تسمح وزارة الداخلية للحزب بالترشح في أي انتخابات.

## التاريخ
حزب الخضر هو حزبًا ليبراليًا أخضرًا في تركيا. كونه الحزب السياسي رقم 57 في تركيا تم تأسيسه في 30 يونيو 2008 بعد سنوات من التحضير منذ عام 2002.
تم إنشاء حزب أخضر بنفس الاسم قبل إنشائه في عام 1988، كان رئيسه المؤسس وزير الصحة الأسبق جلال إرتوغ. تم إغلاق هذا الأخير في عام 1994 وكان رئيسه الثالث والأخير أيدين أياس الذي اتخذ المنعطف الليبرالي البيئي للحزب.
حافظ الخضر على فروع ومبادرات محلية في إسطنبول وأنقرة وإزمير وبورصة وتيكيرداغ وأنطاليا. عُرف الخضر باسم حزب الخضر في تركيا قبل تأسيس الحزب. عقد الحزب مؤتمره العام الأول في 6 يونيو 2010.
في نوفمبر 2012 اندمج مع حزب المساواة والديمقراطية لتشكيل حزب الخضر وحزب اليسار في المستقبل. الحزب هو أحد المشاركين في مؤتمر الشعوب الديمقراطي وهي مبادرة سياسية ساهمت في تأسيس حزب الشعوب الديمقراطي في عام 2012. ترك حزب الخضر جنبًا إلى جنب مع النسويات الحزب الاشتراكي الديمقراطي الاجتماعي بشكل جماعي في عام 2016، مشيرين إلى افتقاره إلى ممارسات صنع القرار الديمقراطية.
في عام 2020 قدم حزب الخضر مستندات إلى وزارة الداخلية لتسجيل وضعهم كحزب سياسي، بحيث يمكن كتابة اسمهم على أوراق الاقتراع. في عام 2021 رفع حزب الخضر دعوى قضائية ضد الوزارة بسبب تأخير تقديم الإيصال المنصوص عليه في قانون الأحزاب السياسية. اعتبارًا من عام 2022 لم يتم تسجيل الحزب وكانت القضية مستمرة، على الرغم من أن العديد من الأطراف التي تم تشكيلها في عام 2021 تمت معالجة وثائقها في ذلك العام. وكانت النتيجة أنه تم منع الحزب آنذاك من المشاركة في الانتخابات البرلمانية التركية التالية.